# Klanjec
Klanjec är en stad i regionen Zagorje i norra Kroatien vid gränsen till Slovenien. Vid folkräkningen 2001 var invånarantalet 562 och hela kommunen hade 3 234 invånare varav 98 procent var kroater. Staden ligger i Krapina-Zagorjes län.

## Geografi
Klanjec ligger vid floden Sutla vid Sloveniens gräns.

## Kommunikationer
Genom Klanjec går vägen Savski Marof-Kumrovec. Västerifrån ansluter vägen Zabok-Klanjec från Tuheljske Toplice. Klanjec har bussförbindelser med Zagreb, Pregrada, Kumrovec, Tuheljske Toplice och Harmica.

## Järnvägen
Genom Klanjec passerar den numera nedlagda järnvägen Zagreb-Zaprešić-Savski Marof-Klanjec-Kumrovec-slovenska gränsen-Imeno. Det gamla stationshuset står fortfarande kvar. Järnvägen går längs den slovenska gränsen och vid vissa områden i Slovenien. Tidigare kunde man åka tåg från Zagreb till Celje i Slovenien. Banan lades ned på grund av dålig lönsamhet.